# 文英堂
株式会社文英堂（ぶんえいどう）は、東京都新宿区に本社、京都市に登記上の本店を置く、教科書、参考書、辞典等を発行する出版社である。

## 沿革
この節の出典:
- 1921年　大阪市で創業
- 1950年　株式会社に改組
- 1952年　東京出張所（現東京支社）設立
- 1951年　業務拡大のため京都市に社屋を移転
- 1962年　カラー版「学生百科事典」発行
- 1967年　「全国中学校文芸コンクール」開催
- 1968年　カラー版「小学生全集」[2]24巻セットが完成
- 1969年　「中学くわしいシリーズ」発刊
- 1971年　カラー版「国民の歴史」24巻セット完成
- 1972年　「高校理解しやすいシリーズ」発刊
- 1973年　高校用英語教科書「UNICORN」発行
- 1987年　「中学これでわかる」シリーズ発刊（当時のファッションブランド、ピーナッツボーイが表紙）
- 1992年　「小学これでわかるシリーズ」発刊
- 1993年　高校用英語教科書「POWWOW」発刊、高校用数学教科書「新編・数学」シリーズ発刊
- 1998年　高校用数学教科書「高等学校（パスカル）数学」発刊
- 2004年　中高一貫校用英語検定外教科書「Birdland Junior English」発刊
- 2009年　支社新社屋落成（地上11階・地下1階）
- 2021年　創業100周年を迎えた

## 教科書
- 文部科学省検定済教科書の発行者番号は109。
- 高等学校向け検定教科書を1教科（外国語科）を発行している。
  - 2011年度までは数学も発行していたが、現在は撤退している。
  - 英語に強みを持ち、「UNICORN」、「POWWOW」、「Surfing」等が知られる（2種類あるOC用はいずれも別タイトル）。
- 最近の取り組みとして、中高一貫校向けの英語検定外教科書「Birdland English Course」を発行している。

## 主な出版物
小学生、中学生、高校生向けの参考書、問題集、辞典の他、一般書を発行している。
- 主な参考書
  - 「理解しやすい」シリーズ（高校生向け）
  - 「くわしい」シリーズ（小学生、中学生向け）
  - 「これでわかる」シリーズ（小学生、中学生、高校生向け）

文英堂発行の参考書には「シグマベスト」という名称が冠されているが、シグマとは数学記号（Σ）で「総和」、またBEST（最上）の総和は文英堂の発行する教育書が「学ぶ人々それぞれの最良の内容」で、その総和の象徴と位置づけているという。
- 主な問題集
  - 「小学四年生までに覚えたい」シリーズ（小学生向け）
  - 「最高水準問題集」シリーズ（小学生、中学生向け）
  - 「勝てる!センター試験問題集」シリーズ（高校生向け）
  - 「看護医療技術系受験」シリーズ（高校生向け）

日常学習向けだけでなく、中学受験、高校受験、大学受験向けなど幅広いジャンルを発行している。
- 主な辞典
  - 「学習国語辞典」[3]
  - 「小学国語辞典」
  - 「小学理科学習辞典」
  - 「ユニコン英和辞典」

小学生向け、高校生向けの学習用辞典を発行している。
- 主な一般書
  - 「新・古代史検証 日本国の誕生」シリーズ
  - 「原色小倉百人一首」
  - 「英検合格クイックマスター」シリーズ

歴史・教養書、ノンフィクション・エッセイ、文学、資格試験対策、実用書など幅広いジャンルを発行している。

## テレビCM
- 1980年代前半に堀江美都子を起用したテレビコマーシャルが放映されたことがあった。
- 1990年代には、歴史上の人物が歌う「アルプス一万尺」の替え歌をモチーフに「くわしいシリーズ」のCMを行ったことがある。

## 不祥事
2018年3月、教科書検定に合格した高校のコミュニケーション英語3の教科書に、沖縄県の発酵料理である豆腐ようを食べた感想として、「ブルーチーズと放射性廃棄物が混ざったものを食べたかのよう」と表現されていた。これを「ブラックユーモアを多用する筆者の表現をそのまま使ってしまった」、「配慮が欠けていた」と釈明。文部科学省に訂正申請を行った。